# Connie Mulder
Connie Mulder, nato Cornelius Petrus Mulder (Warmbaths, 5 giugno 1925 – Johannesburg, 12 gennaio 1988), è stato un politico sudafricano, membro prima del National Party e poi del Conservative Party, Ministro dell'informazione e dello sviluppo e relazioni razziali nei governi di Balthazar Johannes Vorster e di Pieter Willem Botha.

## Biografia
Cornelius Petrus Mulder nacque nel 1925. Ottenne un Bachelor of Arts per poi conseguire il Transvaal Education Diploma nel 1945, un attestato di abilitazione all'insegnamento.
La sua carriera professionale iniziò con l'insegnamento di materie come la storia, il tedesco e l'afrikaans a Randfontein. Ma allo stesso tempo proseguì gli studi alla University of Witwatersrand completando il dottorato  con una tesi dal titolo: Die Invloed van die Bybel of the vorming van die Afrikaanse Volkskarakter (L'influenza della Bibbia nella formazione del carattere nazionale del popolo afrikaner).

### Vita politica
Dopo aver completato gli studi, si sposò, ebbe tre figli e una figlia, cominciò ad interessarsi di politica, si iscrisse al National Party partecipando alla vita politica di Randfontein, diventandone vicesindaco e poi sindaco.
Intanto la sua importanza nell'NP cresceva: divenne presidente del Divisional Committee del partito. Nel 1958 fu eletto deputato come rappresentante del distretto di Randfontein.
Dieci anni dopo fu nominato dal Primo Ministro Vorster ministro dell'informazione e poi ministro dell'amministrazione Bantu che egli ribattezzò ministero delle relazioni razziali, mantenendo quest'ultimo dicastero sempre sotto il controllo del ministero dell'informazione.
Nella seconda metà degli anni settanta era largamente risaputo che Mulder sarebbe stato il successore di Vorster alla poltrona di Primo Ministro, nel momento in cui quest'ultimo si sarebbe ritirato. Tale possibilità aumentò dopo la morte dell'ex Ministro delle finanze e poi Presidente Statale del Sudafrica, Nico Diederichs, altro pretendente al premierato. Ma nel 1977 le sue ambizioni di diventare Primo Ministro furono infrante dal cosiddetto scandalo dell'Informazione, chiamato addirittura Scandalo Muldergate, che porterà alla fine, alla caduta anche di Vorster. Questa vicenda gli rovinò la carriera politica contribuendo, nel 1978, a fargli perdere la corsa alla testa del PN, vinta da Pieter Willem Botha che, quindi, divenne il nuovo Primo Ministro. Tuttavia, nonostante tutte queste vicissitudini, Mulder rimase nel nuovo governo.
Ma nel 1979, la Commissione Erasmus, istituita da Botha per indagare sullo scandalo, segnò il suo destino, rivelando gravi violazioni da parte di Mulder, in particolare l'esistenza di irregolarità di carattere finanziario e gli abusi di potere del suo ministero. Nonostante non avesse mai accettato il verdetto della Commissione, fu costretto a dare le dimissioni dal governo e anche da parlamentare, e venne escluso dal PN, mentre Vorster, ormai infangato dall'affare, dovette abbandonare, nel giugno 1979, la sua nuova carica di Presidente Statale del Sudafrica.
Dopo la sua espulsione, continuò ad essere attivo nella politica sudafricana contribuendo a fondare, insieme ad alcuni suoi sostenitori, il movimento Action Front for National Priorities, diventato poi nel 1979 Partito Nazional-Conservatore. Tale formazione politica portava avanti i principi dell'autodeterminazione e della separazione di ciascuna comunità nazionale presente nel paese.
Il partito nel 1981 raggiunse il 2%, superando di poco il Herstigde Nasionale Party, portando ad un'unione nel 1982 del partito di Mulder fondendosi col Partito Conservatore di Andries Treurnicht.
Eletto deputato del Conservative Party nel 1987, all'epoca malato di cancro, ebbe un malore durante una seduta del Parlamento e morì il 12 gennaio 1988 a Johannesburg.

## Discendenza
Connie Mulder è il padre di Pieter Mulder, nato nel 1951, capo dal 2001 del partito Fronte della Libertà Plus, formazione politica di destra rappresentata in Parlamento dal 1994.